# Susan Moller Okin
Susan Moller Okin (geboren 19. Juli 1946 in Auckland, Neuseeland; gestorben 3. März 2004 in Lincoln (Massachusetts)) war eine US-amerikanische Philosophin und Frauenrechtlerin.

## Leben
Susan Moller war eine von drei Töchtern eines aus Dänemark stammenden kaufmännischen Angestellten. Sie besuchte die Epsom Girls’ Grammar School in Auckland und erhielt 1966 einen B.A. an der University of Auckland. Sie studierte Politikwissenschaften an der Oxford University (Somerville College) mit einem M.Phil.-Abschluss im Jahr 1970 und wurde 1975 an der Harvard University promoviert. Sie heiratete Bob Okin, sie bekamen zwei Kinder, die Ehe wurde geschieden.
Okin lehrte die nächsten Jahre als Politikwissenschaftlerin an der Brandeis University. 1990 wurde sie an die Stanford University berufen, von 1993 bis 1996 war sie dort Direktorin des Ethics in Society Programmes. 2004 nahm sie eine Gastprofessur an der Harvard University wahr. Okin bezeichnete sich als humanistische Feministin, engagierte sich praktisch in der Organisation Global Fund for Women und reiste in deren Auftrag nach Indien.
Okin machte 1997 in ihrem Essay Is Multiculturalism Bad for Women? When Minority Cultures Win Group Rights, Women Lose Out, der zuerst im Boston Review erschien, darauf aufmerksam, dass beim Bemühen um die Bewahrung von Minderheitenkulturen nicht übersehen werden sollte, dass auch diese Kulturen häufig auf der Diskriminierung von Frauen aufgebaut seien, und dass daher ein Multikulturalismus mit dem bereits erreichtem Stand der Frauenemanzipation kollidiere. Okin bedauerte später, dass sie der Redaktion des Boston Review nachgegeben habe, die ihrem Artikel diesen zugespitzten Titel gaben. Die Diskussion über ihre Thesen wurde im Boston Review kontrovers geführt und 1999 als Sammelband veröffentlicht. Okins Aufsätze wurden in mehrere Reader für die universitäre Ausbildung aufgenommen.

## Schriften (Auswahl)
- Women in Western political thought. Princeton, New Jersey: Princeton University Press, 1979, ISBN 978-0-691-02191-1 (Kritik an Plato, Aristoteles, Rousseau, Mill)
- Justice, gender, and the family. New York: Basic Books, 1989, ISBN 978-0-465-03703-2 (Kritik an Alasdair MacIntyre, Robert Nozick, John Rawls, Michael Walzer)
- mit Jane Mansbridge: Feminism, in: Robert E. Goodin, Philip Petit (Hrsg.): A Companion to Contemporary Political Philosophy. Oxford: Blackwell, 1993, S. 269–290
- mit Jane Mansbridge (Hrsg.): Feminism. Schools of Thought in Politics. Aldershot: Brookfield, 1994, ISBN 978-1-85278-565-9
- Is Multiculturalism Bad for Women? When Minority Cultures Win Group Rights, Women Lose Out. In: Boston Review 22, 1997, S. 2–28.
- Feminism and Multiculturalism: Some Tensions. In: Ethics 108, 1998, Heft 4, S. 661–684
- Is Multiculturalism Bad for Women? und Response, in: Joshua Cohen, Matthew Howard, Martha Nussbaum (Hrsg.): Is Multiculturalism Bad for Women? Susan Moller Okin with Respondents. Princeton, New Jersey: Princeton University Press, 1999, ISBN 978-0-691-00432-7, S. 7–24; S. 115–131
- Gerechtigkeit und die soziale Institutionalisierung des Geschlechtsunterschieds, in: Kathrin Braun, Gesine Fuchs, Christiane Lemke, Katrin Töns (Hrsg.): Feministische Perspektiven der Politikwissenschaft. München: Oldenbourg, 2000, ISBN 3-486-25530-4, S. 50–83
- Poverty, Well-Being, and Gender: What Counts, Who’s Heard? In: Philosophy and Public Affairs, 2003
- Multiculturalism and Feminism: No Simple Questions, No Simple Answers. In: A. Eisenberg, J. Spinner-Halev (Hrsg.): Minorities within Minorities: Equality, Rights, and Diversity. Cambridge: Cambridge University Press, 2005, S. 67–89
- „Forty Acres and a Mule“ for Women: Rawls and Feminism, in: Politics, Philosophy and Economics